# Patti Duncan
Patti Duncan é uma acadêmica, autora e professora estadunidense de estudos sobre mulheres, gênero e sexualidade na Universidade do Estado do Oregon.
O foco principal de Duncan é sobre "feminismos transnacionais, feminismos de mulheres não-brancas, estudos de mídia feminista, estudos de maternidade feminista, estudos queer e estudos críticos de miscigenação".

## Educação
Duncan concluiu seu Bacharelado em Artes no Vassar College, e concluiu tanto seu Mestrado em Artes, quanto seu Doutorado em Estudos Feministas na Universidade Emory.

## Carreira docente
Enquanto completava seu mestrado e doutorado na Universidade Emory, trabalhou como instrutora de pós-graduação e, eventualmente, professora assistente visitante no Institute for Women's Studies da Emory University.
Depois de se formar, trabalhou como pesquisadora visitante em Seul, na Universidade de Mulheres Ewha. Duncan liderou um seminário sobre gênero, migração e globalização no México em 2007 e em 2008, lecionou no programa "Semestre no Mar", lecionando no Caribe e no Sudeste Asiático.
Em 2008, Duncan tornou-se professora associada da Oregon State University. Foi a co-líder de um seminário sobre mulheres, gênero e ativismo feminista na Índia em 2014 e ministrou um seminário sobre gênero e sexualidade na Grécia em 2015.

## Trabalhos publicados
Em 2004, Duncan escreveu Tell This Silence: Asian American Women Writers and the Politics of Speech, que se concentra na multiplicidade de significados e silêncios nos escritos de mulheres asiático-americanas que apoiam sua teoria de que o feminismo americano deve reconhecer como as mulheres asiático-americanas resistiram à opressão em a vida deles.
Em 2009, Duncan co-produziu Finding Face,  documentário que segue Tat Marina, atacada com ácido no Camboja por causa de seu gênero.
Em 2014, Duncan co-editou Mothering in East Asian Communities: Politics and Practices, que reúne diversos autores de diferentes origens para investigar experiências de maternidade leste asiática nos EUA e Canadá. Em 2018, coeditou Women's Lives Around the World: A Global Encyclopedia, que analisa questões transnacionais e pós-coloniais que dificultam o sucesso de mulheres e meninas em todo o mundo.
Em 2016, Duncan tornou-se o editora da publicação Feminist Formations.